# Metronet
A Metronet Rail foi uma das duas empresas de infraestrutura (a outra é a Tube Lines Limited) numa parceria público-privada (PPP) com o metrô de Londres. Foi responsável pela manutenção, renovação e modernização das nove linhas do metrô de Londres de 2003 a 2008. De 18 de julho de 2007 a 26 de maio de 2008, estava na administração e em 27 de maio de 2008, suas responsabilidades foram transferidas de volta à propriedade pública sob a autoridade da Transport for London. Em junho de 2009, o Escritório Nacional de Auditoria estimou que o contrato de PPP da Metronet custava ao contribuinte até 410 milhões de libras, acrescentando que "a culpa pelo colapso da Metronet estava com o próprio consórcio".